# So Many Tears
So Many Tears – singel amerykańskiego rapera 2Paca promujący album Me Against the World. Znany jest jako jeden z najsmutniejszych piosenek Tupaca. Rapuje w nim o bólu i cierpieniu. Singel znalazł się także na pośmiertnym albumie 2Paca zatytułowanym 2Pac’s Greatest Hits.

## Lista utworów
Maxi-single
1. „So Many Tears”
2. „So Many Tears” (Key of Z Remix)
3. „So Many Tears” (Reminizim' Remix)
4. „Hard to Imagine” by Dramacydal
5. „If I Die 2Nite"

Promo single
1. „So Many Tears”
2. „So Many Tears” (Key of Z Remix)
3. „So Many Tears” (Reminizm' Remix)
4. „If I Die 2Nite"